# Il Novelliere
Il Novelliere è una raccolta di novelle scritta dal letterato lucchese Giovanni Sercambi tra il 1400 e il 1425.

## Descrizione
All'interno del Novelliere, Sercambi racconta il viaggio lungo l'Italia di una comunità in fuga dalla peste. Gli incontri e gli avvenimenti che si susseguono durante il viaggio forniscono al giullare che li accompagna (l'autore stesso) occasioni per raccontare le 150 novelle che formano il libro. Rispetto al Decameron, al quale Sercambi si ispira, vanno registrate due differenze fondamentali: in primo luogo, un unico narratore, peraltro coincidente con l'autore, si assume la responsabilità di condurre il racconto; inoltre, la comunità dei pellegrini rispecchia per molti aspetti la corte lucchese di Paolo Guinigi a cui Sercambi è strettamente legato come intellettuale organico alla politica signorile cittadina. Il rilievo affidato ai personaggi che ne fanno parte mostra come ogni racconto abbia innanzitutto la funzione di permettere alla brigata di conseguire risultati pratici che ne orientino le scelte politiche.